# Craig Mabbitt

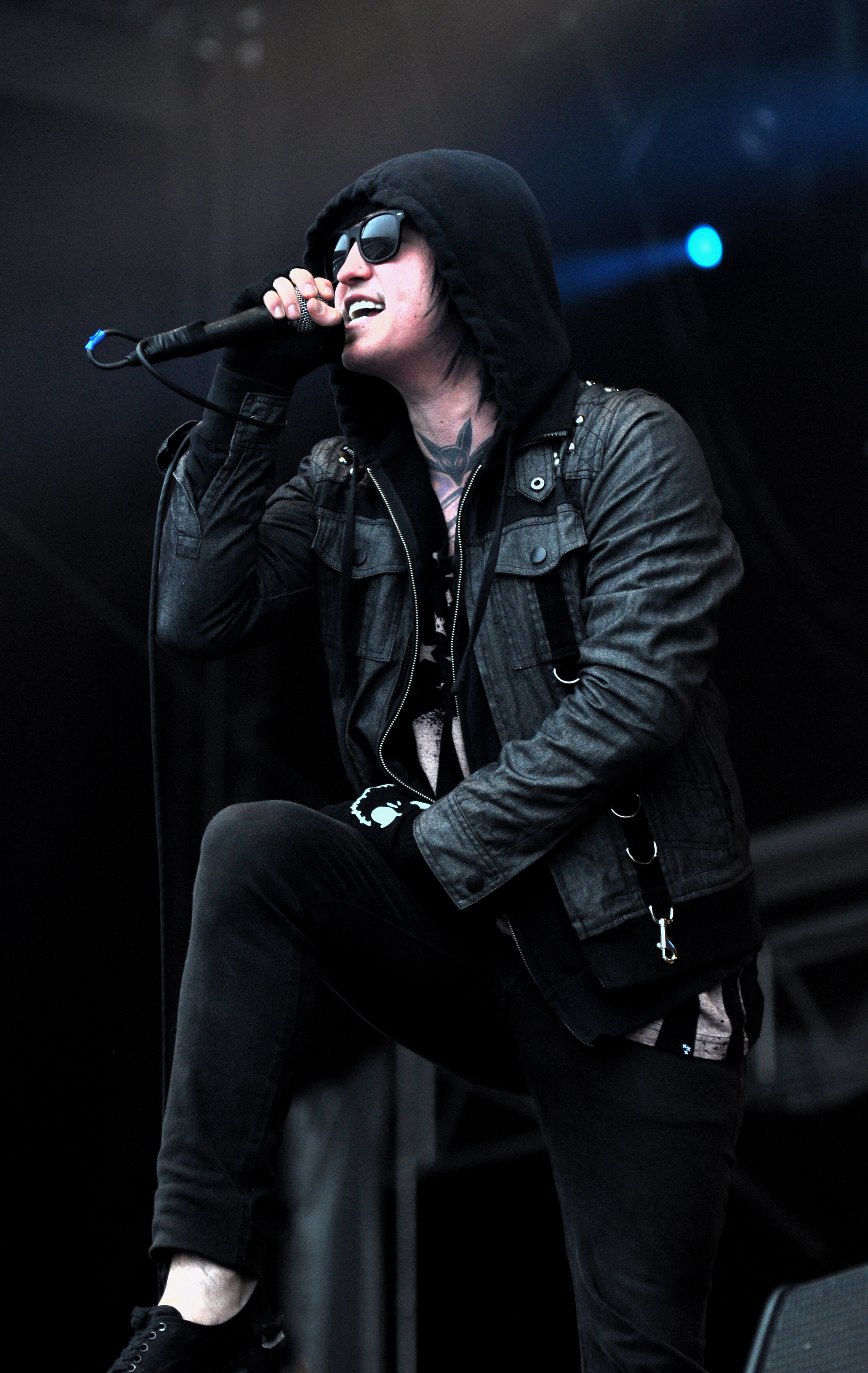
Craig Mabbitt, 2013

Craig Edward Mabbitt (* 9. April 1987 in Glendale, Arizona) ist ein amerikanischer Sänger. Er ist der Lead-Sänger der Rockband Escape the Fate und der Metalcore-Supergroup The Dead Rabbitts und ehemaliger Sänger der Bands Blessthefall und The Word Alive.

## Biografie
Mabbitt ist spanischer und irischer Abstammung. Er hat zwei jüngere Brüder und vier ebenfalls jüngere Schwestern. Er lebt mit seiner Partnerin Gabrielle Frosinos Ebichu Camilonga Hormiga und deren Tochter Leila Rose zusammen. Mit seinen Schulkollegen Eric Lambert und Jared Warth gründete er sein erstes Projekt Blessthefall.
Er ist Songwriter, Musiker und Sänger und sang unter anderem in den Bands Blessthefall und The World Alive. Aktuell singt er in der Band Escape the Fate. Er ersetzt Ronnie Radke, der wegen des Vorwurfs zur Anstiftung zum Mord im Gefängnis saß.
Im Februar 2010 nahm er zusammen mit Eyes Set to Kill das Lied Deadly Weapons auf.
Ende 2011 gründete Craig die Band The Dead Rabbitts als Nebenprojekt zu Escape The Fate. TJ Bell, der Rhythmus-Gitarrist von Escape The Fate, spielt ebenfalls in jener Band. Ihre erste EP wurde 2012 unter dem Namen Edge Of Reality veröffentlicht. Ihr erstes Album veröffentlichte die Band 2014 mit dem Namen Shapeshifter unter dem Label Tragic Hero Records, unter welchem sie heute noch stehen.

### Blessthefall
Er sang zwei EPs und nahm ein Musikalbum mit Blessthefall auf. Nach mehreren Touren mit der Band (u. a. der Warped Tour) entschied er sich, mit dieser Band aufzuhören, um sich neuen Projekten zu widmen. Später entschied er sich der Band wieder beizutreten, jedoch war der Rest der Band damit nicht einverstanden und so kam an seiner Stelle der Sänger Beau Bokan (Ex-Sänger der Band Take The Crown) zu Blessthefall.

### The Word Alive
2008 gründete er mit Zack Hansen, Tony Aguilera, Tony Pizzuti, Nick Urlacher und Dustin Riach die Band The Word Alive. Die Band jedoch wollte ein höheres Niveau erreichen, und so veröffentlichten sie auf ihrer Myspace-Website den Rauswurf Mabbitts, der durch Tyler Smith ersetzt wurde.